# La leyenda de Gösta Berling
La leyenda de Gösta Berling es la novela de debut de la autora sueca Selma Lagerlöf, publicada en 1891. En 1924 se estrenó una película muda dirigida por Mauritz Stiller con el mismo título, protagonizada por Greta Garbo, Lars Hanson y Gerda Lundequist. En 1925 se estrenó la ópera I cavalieri di Ekebù por Riccardo Zandonai, también basada en la novela.

## Antecedentes
En el verano de 1890, una revista sueca, Idun, había ofrecido un premio para la mejor novela larga. Lagerlöf participó en el concurso con unos cuantos capítulos de Gösta Berling, una historia que entonces empezaba a tomar forma en su mente, y ganó el premio. En Gösta Berling, Lagerlöf es una romántica y representa la reacción contra el realismo que prevalecía en ese tiempo. De niña, había absorbido los cuentos populares de su entorno, y más tarde de mayor, se le ocurrió como un relámpago que era su misión particular dar expresión a estas historias. La leyenda de Gösta Berling ha sido llamada «épica en prosa de la vida rural del país sueco».
La escena se desarrolla en las orillas de Lago Fryken (Lago Löven en la historia) en Värmland. Utilizando lobos, nieve, elementos sobrenaturales y caracteres excéntricos para proyectar una imagen exótica de Värmland en los años 1820, la novela puede ser comparada al realismo mágico. El título sugiere una relación con las sagas islandesas.

## Trama

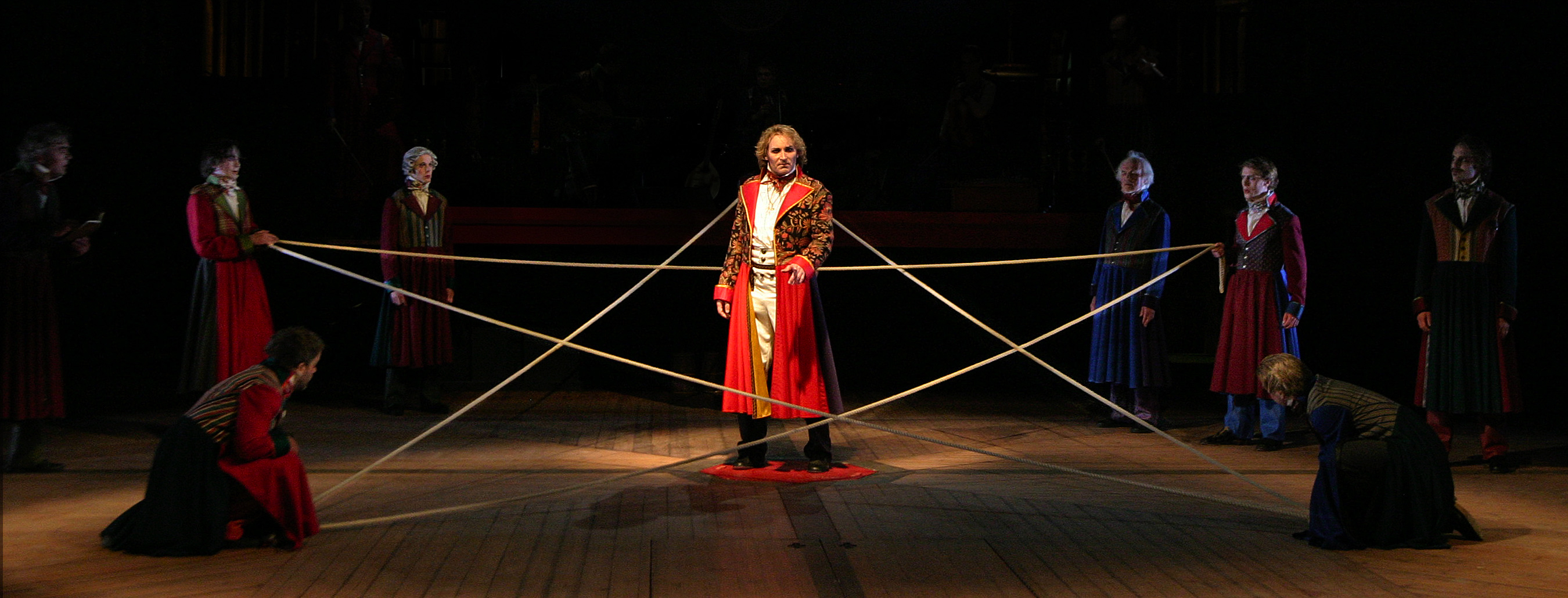
Una escena de la presentación de 2011 de la Leyenda de Gösta Berling en el teatro Västanå de Rottneros, Suecia

El héroe, Gösta Berling, es un clérigo depuesto, que ha sido salvado por la Señora de Ekeby de morir congelado, y luego se convierte en uno de sus pensionistas en la casa solariega de Ekeby. Cuando los pensionistas finalmente consiguen tomar el poder en sus manos, dirigen la propiedad como les parece, y sus vidas se llenan con muchas aventuras salvajes, Gösta Berling es el espíritu principal, el poeta, la personalidad encantadora entre una banda de juerguistas. Pero antes de que la historia termine, Gösta Berling es redimido, e incluso a la vieja Señora de Ekeby se le permite volver a su vieja casa para morir.

## Personajes principales
- Gösta Berling, ministro religioso expulsado y personaje principal
- Margarita Samzelius (nacida Celsing), esposa del comandante dueño de Ekeby, a cargo de la finca; da permiso a los caballeros para quedarse
- Sintram el Malvado, solo disfruta con la desgracia ajena
- Marienne Sinclaire, la actriz, expulsada de su casa por besar a Gösta
- Condesa Elizabeth (Karlsdotter), de Italia, casada con el Conde Henrik Dohna
- Anna Stjärnhök, comprometida con un personaje menor, en un tiempo enamorada de Gösta
- Condesa Marta, madre de Henrik, madrastra de Ebba, rica y altiva
- Conde Henrik Dohna, marido de Elizabeth, famoso por su estupidez
- Ebba Dohna, hijastra de Marta, extremadamente religiosa, primer amor de Gösta
- Los 12 Caballeros: Gösta Berling, el Coronel Beerencreutz, el mayor Anders Fuchs, el Pequeño Ruster, Rutger von Orneclou, Kristian Bergh, el escudero Julius, Kevenhuller, el primo Kristoffer, el tío Eberhard, Lovenborg, Lilliecrona

## Adaptaciones

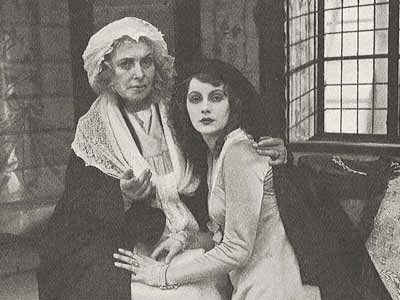
Greta Garbo en la Leyenda de Gösta Berling

En 1924 se estrenó una película muda sueca (Gösta Berlings saga) dirigida por Mauritz Stiller y protagonizada por la entonces desconocida Greta Garbo y los populares actores Lars Hanson y Gerda Lundequist.
La ópera de Riccardo Zandonai, I cavalieri di Ekebù (1925), también está basada en la novela.